# هما شيباني
هُما شيباني (بالفارسية: هما شیبانی) (وُلدت في طهران بإيران حوالي عام 1913) هي أول جراحةٍ في إيران.
حصلت في عام 1930 على منحةٍ لدراسة الطب في جامعة لندن، حيث حصلت منها على درجة البكالوريوس في علم التشريح والتشكل، ثم حصلت على درجة بكالوريوس الطب والجراحة عام 1939. حصلت على رخصة ممارسة الطب من كلية الأطباء الملكية. عملت في إنجلترا حتى عام 1948، حيث عادت إلى إيران. أسست مستشفى للصليب الأحمر.

## روابط خارجية
- هُما الشيباني، بكالوريوس الطب والجراحة، أول جراحةٍ في إيران (بالإنجليزية)